# Coppa Placci 1967
La Coppa Placci 1967, diciassettesima edizione della corsa, si svolse il 25 marzo 1967 su un percorso di 208,3 km. La vittoria fu appannaggio dell'italiano Luciano Armani, che completò il percorso in 5h30'11", precedendo i connazionali Michele Dancelli e Adriano Durante.

## Ordine d'arrivo (Top 10)
| Pos. | Corridore           | Squadra           | Tempo    |
| ---- | ------------------- | ----------------- | -------- |
| 1    | Luciano Armani      | Salamini-Luxor TV | 5h30'11" |
| 2    | Michele Dancelli    | Vittadello        | s.t.     |
| 3    | Adriano Durante     | Salvarani         | s.t.     |
| 4    | Marino Basso        | Mainetti          | s.t.     |
| 5    | Cencio Mantovani    | Salamini-Comet    | s.t.     |
| 6    | Giorgio Destro      | Mainetti          | s.t.     |
| 7    | Marino Vigna        | Vittadello        | s.t.     |
| 8    | Luciano Soave       | Salamini-Luxor TV | s.t.     |
| 9    | Alberto Della Torre | Filotex           | s.t.     |
| 10   | Franco Bitossi      | Filotex           | s.t.     |